# 亚历山大·戈尔巴托夫
亚历山大·瓦西里耶维奇·戈尔巴托夫（俄語：Александр Васильевич Горбатов，1891年3月21日—1973年12月7日），苏联军事领导人，蘇聯英雄，大将军衔。

## 生平
1891年生于俄罗斯帝国弗拉基米爾省波霍季诺村（今属伊万诺沃州帕列赫区）。14岁时赴舒亚的制鞋厂工作。1912年10月参加俄羅斯帝國陸軍，在切尔尼戈夫轻骑兵第17团服役。第一次世界大战期间，在东方战线参加了波兰和喀尔巴阡山脉等战役。1918年3月復員。1919年8月参加红军，同年加入俄共（布），参与俄国内战。1921年后，历任骑兵连连长、团长、旅长。1926年毕业于新切爾卡斯克高等骑兵学校训练班，1930年毕业于莫斯科红军最高指挥部训练班。1933年1月，任土库曼中亚军区土耳其斯坦骑兵第4师师长。1936年5月，任基辅军区骑兵第2师师长。
1937年9月，在大清洗中被捕。1938年3月获释，任骑兵第6军副军长。同年10月再次被捕，受到酷刑，1939年5月被判处有期徒刑15年，关押在堪察加半岛的科雷馬集中营。1941年3月获释，任步兵第25军副军长。6月苏德战争爆发后在西部方面军作战，7月作为第19集团军的一部分参加维捷布斯克防御战，7月21日受重伤，送至莫斯科治疗。康复后继续赴前线战斗。1941年10月，任西南方面军步兵第226师师长。1942年6月，任西南方面军骑兵监。8月任斯大林格勒方面军骑兵监。10月任第24集团军副司令，参加斯大林格勒战役。1943年4月，任近卫第4集团军近卫步兵第20军军长。同年6月，任第3集团军司令。先后参加奥廖尔、布良斯克、白俄罗斯、东普鲁士、柏林等战役战斗。1945年4月10日被授予蘇聯英雄荣誉称号。
1945年6月，任突击第5集团军司令兼柏林城防司令。1946年10月，任近卫第11集团军司令。1950年3月，任蘇聯空降軍司令。1954年5月，任波罗的海沿岸军区司令。1955年晋升大将。1958年4月，任苏联国防部总监组监察员兼军事顾问。
1964年，在文学杂志《新世界》连载自传，后整理为《岁月与战争》一书，由军事出版社1965年出版。也被翻译成各种语言在西方国家出版。
戈尔巴托夫是苏联共产党中央委员会候补委员（1952年－1961年），第二至五届苏联最高苏维埃代表（1946年－1962年）。
1973年12月7日逝世，葬于新圣女公墓。

## 军衔
- 少将（1941年12月25日）
- 中将（1943年4月28日）
- 上将（1944年6月29日）
- 大将（1955年8月8日)